# Halo: Reach
Halo: Reach ist ein Ego-Shooter, der von Bungie entwickelt und von den Microsoft Game Studios herausgegeben wurde. Das Spiel basiert auf der Spieleserie Halo. Es wurde am 14. September 2010 für Xbox 360 veröffentlicht. Das Spiel ist im Jahre 2552 angesiedelt, die Menschheit befindet sich im Krieg mit der Allianz auf der Kolonie Reach. Der Spieler übernimmt im Spiel die Rolle des Kämpfers Noble 6, der zu einer Eliteeinheit, dem Noble-Team, gehört. Im März 2019 wurde angekündigt, dass Halo: Reach zur Master Chief Collection hinzugefügt werden soll. Dabei soll der Multiplayer für alle, die die Master Chief Collection bereits für die Xbox One besitzen, kostenlos zur Verfügung stehen, während die Kampagne und der Feuergefechts-Modus als Premium-DLC aus dem Store gekauft werden können. Die besagte Collection erschien am 3. Dezember 2019 auch für den PC und Halo: Reach stand als das erste Spiel zum Kauf zur Verfügung. Die PC-Fassung ist im Gegensatz zur Xbox-One-Fassung nicht zweigeteilt.

## Handlung
Im 26. Jahrhundert hat die Menschheit begonnen, zu fernen Planeten zu reisen und sie zu kolonisieren. Bald treten Spannungen zwischen den äußeren und inneren Kolonien auf, welche eskalieren und zum Bürgerkrieg führen. Als Reaktion darauf gründet das United Nations Space Command (UNSC) die Spartaner, Menschen, die schon im Kindesalter darauf vorbereitet werden, Supersoldaten zu werden. Im Jahr 2525 wird die Kolonie Harvest von einer Alien-Allianz angegriffen. In den nächsten 27 Jahren verliert die Menschheit aufgrund hoher technologischer Überlegenheit der Allianz mehr und mehr Gebiete. Die Spartaner erweisen sich als wirksame Kraft, können aber gegen die überwältigende Überlegenheit nicht viel ausrichten.
Von allen interstellaren Kolonien steht Reach allein an der Spitze. Es wird von 700 Millionen Menschen bevölkert. Reach ist die letzte Verteidigungslinie vor der Erde, und wenn sie fällt, ist die Menschheit vom Aussterben bedroht.
Das Spiel folgt dem Verlauf einer UNSC-Spezialeinheit, bestehend aus Elitesoldaten, auch bekannt als Spartans. Der Spieler schlüpft in die Rolle eines namenlosen, neuen Mitglieds des Teams mit dem Rufzeichen Noble 6, auch Spartan-B312. Anführer der Truppe ist Carter-A259, Second-Command und Technik- und Kommunikationsspezialistin ist Kat-B320. Weitere Mitglieder des Noble-Teams sind Jorge-052, Spezialist für Schwere Waffen, Grenadier Emile-A239 und Scharfschütze Jun-A266.
Halo Reach besteht aus neun Missionen und beginnt damit, dass ein neues Mitglied in das Noble-Team aufgenommen wird. Das Team ist somit wieder vollständig besetzt. Colonel Holland, Commander des Teams, schickt die Spartans los, um nachzusehen, warum ein Relais auf Reach ausgefallen und wie schwer der Schaden ist. Anstatt Rebellen anzutreffen, trifft das Noble-Team auf die Allianz.
Kurz darauf werden die Spartans zur Schwertbasis geschickt, um sie zu verteidigen, als ihnen Catherine Halsey, Mastermind des SPARTAN-II-Programms, mitteilt, dass die Allianz wichtige Informationen am Relais gesucht hat. Folglich wird man beauftragt, mit dem Scharfschützen Jun-A266 den Feind auszuspähen, um seine Stärke festzustellen. Als sie eine riesige Invasionsarmee entdecken, werden die Daten sofort übermittelt, und die Spartans werden zurückbeordert.
Am darauffolgenden Morgen greift das UNSC die Allianz in einer Schlacht an, um eine Kuppel zu zerstören, die als Schutz für weiteren Nachschub dient. Als diese zerstört wird, taucht jedoch ein riesiges Allianz-Schiff auf, das die Fregatte Grafton zerstört und für Chaos sorgt, während die Spartans und viele andere Marines noch entkommen können.
Daraufhin entwickelt Kat-B320 einen Plan, um den Super-Carrier der Allianz zu zerstören. Das Vorhaben des Teams geht auf; jedoch opfert sich Jorge-052, damit er eine Bombe nahe dem Super-Carrier zünden kann. Dadurch wird dieser zerstört; jedoch taucht kurze Zeit später die gesamte Allianz-Flotte im Orbit auf, und die Schlacht um Reach scheint nunmehr hoffnungslos.
Noble 6 hilft nun bei der Evakuierung der Stadt New Alexandria und zerstört in der darauffolgenden Nacht drei Störsender, die verhindern, dass Kat-B320 den Schadensbericht an Colonel Holland senden kann. Als die Stadt daraufhin verglast wird, wird Kat auf dem Weg in einen Atomschutzbunker von einem Allianz-Scharfschützen erschossen. Das Team bekommt nun von Holland den Auftrag, in die Schwertbasis einzudringen und die restlichen Daten zu zerstören.
Bald darauf wird jedoch klar, dass dies nur ein Vorwand war, um das Team zur Schwertbasis zu schicken. In Wirklichkeit soll das Noble-Team das Labor der noch lebenden Dr. Halsey schützen, damit anschließend die KI Cortana zum letzten Evakuierungspunkt des Kontinents geflogen werden kann.
Wie sich herausstellt, hat Cortana sämtliche Daten einer geheimen Ausgrabung gespeichert, die einen alten, jedoch technologisch weit überlegenen Komplex unter der Schwertbasis erklären und der vielleicht der Schlüssel im Kampf gegen die Allianz ist. Jun-A266 begleitet Dr. Halsey daraufhin zur Burgbasis, sodass nur noch Emile, Carter und Noble 6 übrig sind.
Während Emile und Noble 6 daraufhin versuchen, schnellstmöglich das Evakuierungsschiff "Pillar of Autumn" zu erreichen, opfert sich Carter, um einen gegnerischen Kampfpanzer (Scarab) auszuschalten.
Die beiden Spartans können sich bis zu einem Massebeschleuniger vorkämpfen, der die Pillar of Autumn verteidigt. Emile übernimmt den Massebeschleuniger, während Noble 6 eine Landezone für den Commander der Pillar of Autumn sichert. Dieser nimmt Cortana an sich, kann die Spartans jedoch nicht aufnehmen, da sich mehrere feindliche Landungsschiffe nähern. Im darauffolgenden Gefecht mit den abgesetzten Bodentruppen stirbt Emile, und am Himmel taucht ein Allianz-Kreuzer auf, der Kurs auf die Pillar of Autumn nimmt. Noble 6 kämpft sich daraufhin zurück zum Massebeschleuniger, übernimmt diesen und schießt den Allianz-Kreuzer ab und ermöglicht der Pillar of Autumn die Flucht. Anschließend verlässt die Autumn Reach, fliegt in den Orbit und entkommt so der Allianz, während der Spartan dem Schiff hinterher sieht und seine Waffe zieht. Ab hier beginnen die Ereignisse von Halo: Kampf um die Zukunft.
Man sieht Noble 6, der allein auf dem Schlachtfeld steht und in den Himmel schaut. Nach wenigen Sekunden setzen Landungsschiffe Truppen in der Nähe ab. Im darauffolgenden Feuergefecht tötet Noble 6 zahlreiche Truppen, bevor diese es schaffen ihn schließlich niederzuringen und zu töten.
40 Jahre nach diesen Ereignissen sieht man Reach trotz der Verglasung wieder mit gesundem grünen Gras. Die Menschen beginnen, Reach wieder zu bewohnen und Catherine Halsey hält für die Nachwelt fest, dass die Menschen durch den Mut der gefallenen Spartans den Neuaufbau starten können und der Krieg nun endlich vorbei sei.

## Spielprinzip

### Panzerungsfähigkeiten
Es gibt sieben neue Fähigkeiten, welche man sich mit dem Aufsammeln der richtigen Items aneignen kann. Man kann aber immer nur eine auf einmal benutzen. Sie können theoretisch beliebig oft verwendet werden, sind aber meist nach dem Einsatz kurzzeitig, für eine Wiederaufladezeit, nicht verfügbar. Folgende Fähigkeiten stehen im Spielverlauf zur Auswahl:
Holografischer Köder (Hologramm)Ein Hologramm des Spielers begibt sich zu der Stelle, die der Spieler anvisiert. Die Feinde werden somit getäuscht und greifen das Hologramm an. Diese Methode eignet sich, um gezielt aus dem Hinterhalt vorzugehen oder den Feind abzulenken, es hält aber nur begrenzten Beschuss aus. Das Hologramm hält etwa zehn Sekunden, dann kann der Anwender ein neues generieren.
JetpackDer Raketenrucksack kann dafür genutzt werden, Abhänge zu überqueren oder erhöhte Plattformen zu erreichen. Die maximale Anwendungsdauer hängt vom Verhalten ab: Wird es dauerhaft beansprucht, hält eine Ladung etwa drei Sekunden. Wird es nur schubweise verbraucht, beginnt es sofort mit der Wiederaufladung, was die Reichweite bei gekonnter Anwendung erhöht.
PanzerungsschildDas Panzerungsschild lässt den Spieler für kurze Zeit unverwundbar werden. Als „Gegenleistung“ dafür kann man sich jedoch in dieser Zeit nicht bewegen. Es hat eine starke Gravitationswirkung auf den Untergrund. Bei Deaktivierung des Panzerungsschildes wird ein elektromagnetischer Puls mit kurzer Reichweite abgefeuert, der Fahrzeuge und Schilde lahmlegt.
SchutzschildDer Schutzschild, der dem kuppelförmigen Blasenschild aus Halo 3 ähnelt, schützt den Spieler vor feindlichen Angriffen. Alle Personen, die sich im Schutzschild befinden, werden geheilt. Er kann, im Gegensatz zum Blasenschild aus Halo 3, mit Schweren Waffen oder starkem Beschuss von außen zerstört werden.
SprintDiese Fähigkeit steht meist nur Spartans zur Verfügung. Der Sprint kann für kurze Zeit aktiviert werden und dient dazu, feindliche Stellungen zu überrennen, schnell vorzudringen und fliehende Gegner einzuholen. Beim Sprinten kann der Anwender nicht feuern oder Granaten werfen, jedoch Nahkampfangriffe ausführen. Springt der Anwender beim Sprint wird zwar nicht die Sprunghöhe, aber die -reichweite erhöht, sodass manche Orte dadurch zugänglich werden.
AusweichenDiese Fähigkeit steht meist nur Eliten zur Verfügung. Sie erlaubt es dem Spieler, in eine beliebige Richtung durch eine Rolle auszuweichen. Es ist zweimaliges Rollen möglich, bevor die Fähigkeit wieder aufladen muss. Die Rolle ist schneller als der Sprint und verringert die Angriffsfläche, hat aber geringere Reichweite und ist schwieriger zu kontrollieren. Beim Ausweichen kann der Anwender nicht feuern, Granaten werfen oder Nahkampfangriffe ausführen.
TarnungMit dem Tarnungs-Feature wird der Anwender unsichtbar und passt sich der Umgebung an. Jedoch lässt der Effekt nach, sobald man sich bewegt, durch Schüsse oder Granateneinschläge getroffen wird oder selbst das Feuer eröffnet. Ein Radarstörer wird ebenfalls aktiviert, der im Wirkungsbereich des eigenen Radars Feinde auf den Radars von Gegnern und Verbündeten vortäuscht. Diese schützen zwar den Anwender, jedoch kann dieser auch nur mit Mühe echte nahende Bedrohungen feststellen und, da das Radar Höhenunterschiede berücksichtigt, generiert der Radarstörer auch Scheinfeinde, die nicht existieren können.
Es gibt keine „beste“ Panzerungsfähigkeit. Alle haben Vor- und Nachteile, die der Anwender beim Auswählen geschickt abwägen muss. In Mehrspieler-Spielen wird häufig zu den auswählbaren Panzerungsfähigkeiten ein passender Waffensatz mitgeliefert. Bestimmte Kombinationen aus Panzerungsfähigkeit und Waffe(n) können in bestimmten Situationen oder gegen bestimmte Feinde enorme Effektivität aufweisen; manche sind bereits in der Spawn-Auswahl, manche müssen im Feld zusammengestellt werden. Viele Spieler bevorzugen bestimmte Panzerungsfähigkeiten, weil sie mit diesen am besten zurechtkommen und ihre Taktiken und Strategien danach ausrichten.
Der Spieler beginnt in der Kampagne meist mit dem Sprint. Es können aber andere Panzerungsfähigkeiten gefunden werden. Im Online-Mehrspieler-Modus kann der Spieler beim Spawnen eine Panzerungsfähigkeit auswählen, oder alle Spieler haben die gleiche Panzerungsfähigkeit. Theoretisch können auch im Mehrspieler-Modus Panzerungsfähigkeiten aufgenommen werden.

### Credits
Für das Spielen, sowohl allein als auch über die einzelnen Online-Angebote, gibt es Erfahrungspunkte („Credits“), welche einerseits helfen, seinen Rang zu verbessern, und andererseits als Währung dienen, um neue Teile für die Rüstung zu kaufen und sich somit eine individuelle Spielfigur zu erstellen. Die Veränderung bezieht sich aber nur auf das Aussehen und bringt keine weiteren Vorteile.
Die Ränge sind bis zu den General-Dienstgraden dem US-Militär nachempfunden. Die zehn höchsten Ränge (ab Field Marshall) sind fiktiv und stammen zum Teil aus Halo 2.

## Mehrspieler

### Firefight
Der Feuergefechtsmodus ist ein kooperativer Spielmodus, bestehend aus verschiedenen Spielmodi, in denen man alleine, zu zweit oder in einem aus bis zu vier Spielern zusammengesetzten Team online gegen zunehmend stärkere Horden von Feinden bestehen muss. Das Spiel endet, wenn die Zeit vorbei ist oder aber das Team alle Leben aus dem gemeinsamen Lebenspool aufgebraucht hat (Klassische Variante). Die Punkte, die erspielt werden, hängen von dem Gegnertyp (verschiedene Infanterie-Typen sowie Fahrzeuge) sowie der Art der Tötung ab (Multiabschüsse, Kopfschüsse sowie Nahkampf). Die Punkte werden am Ende der Runde für jeden Spieler separat errechnet, um zu sehen, wer der Beste der Gruppe ist. Dieser sogenannte Spielreport umfasst die Art und die Menge der getöteten Gegner/Fahrzeuge, das Zerstörungswerkzeug des jeweiligen Spielers, die erworbenen Medaillen (Multiabschüsse, Assists, Attentate, Fahrerboni, Kopfschüsse usw.), die Tode sowie die längste Serie an Abschüssen. Die Modi im Feuergefecht sind frei anpassbar und editierbar und erlauben es, die Gegnerwellen zu manipulieren, verschiedene Schädel (Schwierigkeits- und Punktemultiplikator) zu aktivieren/deaktivieren, bis zu drei neue Schädel zu erstellen, die z. B. das Gehör oder die Fähigkeiten der Gegner/des Spielers beeinflussen, Generatoren zu aktivieren, die man verteidigen muss, oder aber Waffenabwürfe sowie Munitionskisten zu aktivieren/deaktivieren. Ebenfalls gibt es eine Feuergefechtsspielersuche, in der man (anders als in Halo 3: ODST) Spieler finden kann und nicht mit in der Freundesliste von Xbox-Live aufgenommene Spieler einladen muss.

### Mehrspieler
Der Mehrspieler-Modus besteht aus zwölf verschiedenen Spielmodi:
- Team Slayer (4v4-Team-Deathmatch)
- Super Slayer (4v4-Gruppen-Deathmatch)
- The Arena (In der Arena gibt es Team- und einzelne Deathmatchmodi. Ganz klassisch bis auf die Neuerung, dass in Seasons gespielt wird. Eine Season dauert einen Monat. Absolviert man mindestens drei Spiele in zehn Tagen, wird man bewertet und erhält für seine Punkte einen Rang in der Liga (Trueskillsystem). Gedacht, um sich mit anderen messen zu können und sich selber einschätzen zu lassen.)
- Rumble Pit (Jeder-gegen-Jeden (auch "free-for-all" oder "ffa" genannt) mit acht Spielern)
- Living Dead (Bestehend aus zwei Spielmodi: "Infection" und "Alpha Zombie". Grundsätzlich startet ein Teil der Spieler als Zombie. Schaltet ein Zombie einen Menschen aus, wird dieser zu einem neuen Zombie. Das Spiel endet, wenn alle Spieler Zombies sind oder die Zeit abläuft. Bei "Alpha Zombie" besitzen die Zombies anstatt der Fähigkeit Ausweichen die Fähigkeit Sprint.)
- Team SWAT (Keine Schilde, keine Bewegungssensoren, unendlich Munition. Besonders als Zieltraining geeignet, da Kopfschüsse einen One-Hit-Kill bedeuten)
- Team Snipers (Spieler starten mit Distanzwaffen, z. B. dem Scharfschützengewehr)
- Team Objective (4v4-Ziel-Basierte Spiele wie z. B. Capture the Flag)
- Double Team (2v2-Team-Deathmatch)
- Multi Team (vier Teams à drei Mitglieder treten in verschiedenen Modi gegeneinander an)
- Big Team Battle (8v8-Mischung aus Slayer- und Objective-Spieltypen)
- Invasion (6v6, die Teams kämpfen um Gebiete sowie einen Datenkern)

### Community
Bei dieser Spielliste werden Community-Spieltypen auf Community-Kartenvarianten gespielt, bestehend aus:
- MLG (der offiziellen Spielliste für das Major League Gaming)
- Team Classic (Dem klassischen Halo, mit benutzerdefinierten Einstellungen und ohne Panzerungsfähigkeiten)
- Action Sack
- Grifball
- Flagstravaganza

### Die Schmiede
Die Schmiede ist ein Tool, mit welchem die Spieler die im Spiel vorhandenen Mehrspielerkarten bedingt verändern und online zur Verfügung stellen können. Dies ist möglich, wenn man sich in den Illuminaten verwandelt, einer Spielfigur die im ersten Halo von der Menschheit entdeckt wurde. Sie ist eine Erweiterung der Halo-3-Schmiede. Mit ihr ist es möglich, deutlich einfacher eigene Karten zu erstellen. Durch die Möglichkeit, Objekte ineinander zu schieben, ist praktisch jede Idee umsetzbar. Zahlreiche neue Features vereinfachen ebenfalls die Handhabung. Außerdem kann man in der Schmiede Objekte bzw. Fahrzeuge und Waffen auswählen und frei platzieren.

#### Die Schmiedewelt
Die Schmiedewelt ist die bis jetzt größte Karte in einem Halo-Spiel und dient als Basis für mehrere Karten aus den Mehrspieler-Spieltypen.

## Rezeption

### Wertungen
- The Guardian 5/5[2]
- Eurogamer.de 8/10[3]
- GamePro 93 %[4]
- PlanetXBox 360 10/10[5]

### Verkaufszahlen
Im August hatte Halo: Reach 1,07 Millionen Vorbestellungen und schlug somit sogar StarCraft II mit 965.000. Durch Halo: Reach nahm Bungie am Tag der Veröffentlichung 200 Millionen US-Dollar ein und wurde damit zum erfolgreichsten Verkaufsstart eines Computerspiels 2010. In Nordamerika wurden im ersten Monat drei Millionen Exemplare verkauft, weltweit über 8,5 Millionen. Im September 2014 war das Spiel für XBox-Live-Gold-Mitglieder im Rahmen der Games-with-Gold-Aktion kostenlos zum Download erhältlich.

## Add-ons/Downloads
343 Industries veröffentlichte am 15. März 2011 das sogenannte Defiant-Kartenpaket und feierte somit seine Premiere im Ego-Shooter-Part der Halo-Serie. Es gibt zwei neue Mehrspieler-Karten (Highlands und Condemned) und eine Feuergefecht-Mission (Unearthed), auf der man drei neue Erfolge freispielen kann, welche einem 150 Gamerscore einbringen. Highlands bietet ein großes Areal und eine Fahrzeuganbindung, Condemned ist klein gehalten und spielt in einem Raumschiff. Neue Waffen, Fahrzeuge und sonstige Items gibt es nicht. Zuvor hatten die Halo-Schöpfer von Bungie noch das Noble-Map-Pack auf den Markt gebracht.
Am 15. November 2011 veröffentlichte 343 Industries das Anniversary-Kartenpaket. Es beinhaltet sechs neue Mehrspieler-Karten (Battle Canyon, Breakneck, High Noon, Penance, Ridgeline und Solitary) und eine neue Firefight-Karte (Installation 04). Auf den Karten kann man sieben neue Erfolge freischalten, die einen Wert von 250 Gamerscore haben. Den Käufern von Halo: Combat Evolved Anniversary liegt ein Code für den Download des Kartenpakets bei. Ansonsten kann man es im Xbox-Live-Marktplatz kaufen.

## Soundtrack
- 2010: Halo Reach (2 CDs) von Martin O’Donnell und Michael Salvatori